# Abbey Lincoln
Anna Marie Wooldridge (kaldet Abbey Lincoln) (6. august 1930 – 14. august 2010) var en amerikansk jazzsanger, sangskriver og skuespiller. Hun var usædvanlig i den forstand, at hun skrev og optrådte med sine egne kompositioner og fik derigennem en stadig større og forventningsfuld tilhængerskare.
Hun blev født i Chicago, Illinois og var som så mange andre jazzsangere påviket af Billie Holiday. Hun var meget produktiv gennem hele karrieren og nåede også at medvirke i flere film, herunder Gentlemen foretrækker blondiner (1956), Nothing But a Man (1964) og i 1968-filmen For Love of Ivy. Sidstnævnte film var hun endda i 1969 nomineret til en Golden Globe for.

## Diskografi

### Som leder
- Abbey Lincoln's Affair... A Story of a Girl in Love (Liberty, 1957)[1]
- That's Him! (Riverside, 1957)
- It's Magic (Riverside, 1958)
- Abbey Is Blue (Riverside, 1959)
- Straight Ahead (Candid, 1961)
- People in Me (Philips, 1973)
- Live in Misty (Kiva, 1973)
- Golden Lady (Inner City, 1981)
- Talking to the Sun (Enja, 1984)
- Abbey Sings Billie (Enja, 1989)
- The World Is Falling Down (Verve, 1990)
- You Gotta Pay the Band with Stan Getz (Verve, 1991)
- Devil's Got Your Tongue (Verve, 1992)
- Abbey Sings Billie Volume 2 (Enja, 1992)
- When There Is Love with Hank Jones (Verve/Gitanes Jazz, 1993)
- Live/Music Is the Magic (ITM, 1994)
- A Turtle's Dream (Verve/Gitanes Jazz, 1995)
- Who Used to Dance (Verve/Gitanes Jazz, 1997)
- Wholly Earth (Verve/Gitanes Jazz, 1998 [1999])
- Over the Years (Verve/Gitanes Jazz, 2000)
- It's Me (Verve/Gitanes Jazz, 2003) – rec. 2002–03
- Abbey Sings Abbey (Verve/Universal, 2007) – rec. 2006
- Sophisticated Abbey: Live at the Keystone Korner (HighNote, 2015) – live rec. 1980
- Love Having You Around: Live at the Keystone Korner Vol. 2 (HighNote, 2016) – live rec. 1980

### Som medleder
- Sessions, Live med Buddy Collette og Les Thompson (Calliope, 1957–1958 [1976])
- Love for Sale med Max Roach (West Wind, 1960 [1999])
- Sounds as a Roach med Max Roach (Joker, 1968 [1977])
- Painted Lady med Archie Shepp (ITM, 1980 [1987])

### Som gæst
Med Max Roach
- Moon Faced and Starry Eyed (Mercury, 1959)
- We Insist! Freedom Now Suite (Candid, 1960)
- Percussion Bitter Sweet (Impulse!, 1961)
- It's Time (Impulse!, 1962)

Med andre
- Eric Dolphy og Benny Bailey, Newport Rebels (Candid, 1961)
- Frank Morgan, A Lovesome Thing (Antilles, 1991)
- Bheki Mseleku, Timelessness (Verve, 1994)
- Mal Waldron, Soul Eyes (BMG/RCA Victor, 1997)
- Cedar Walton, The Maestro (Muse, 1981)
- Steve Williamson, A Waltz for Grace (Verve, 1990)